# Benfica Lissabon (Basketball)
Die Basketballabteilung des Sport Lisboa e Benfica gehört zu den erfolgreichsten Portugals, bislang konnte sie 25 nationale Meisterschaften, die letzte 2015, sowie 19 nationale Pokalgewinne feiern. Ihre erfolgreichste Zeit hatte sie Mitte der 1990er-Jahre, als sie sich dreimal hintereinander (1993/94 bis 1995/96) für die Hauptrunde des Europapokals der Landesmeister qualifizieren und dabei namhafte Vereine schlagen konnte. Besonders die 45 Punkte, die Carlos Lisboa zum Sieg gegen Partizan Belgrad im Rückspiel der 2. Qualifikationsrunde in der Saison 1995/96 beitrug, gelten noch immer als eine der bedeutendsten individuellen Leistungen in der Geschichte des portugiesischen Basketballs. Ein weiterer wichtiger Spieler dieser Ära war der angolanische Nationalspieler Jean-Jacques Conceição.

## Erfolge

### Nationale Titel
| 29-mal Liga Portuguesa de Basquetebol | 29-mal Liga Portuguesa de Basquetebol | 29-mal Liga Portuguesa de Basquetebol | 29-mal Liga Portuguesa de Basquetebol | 29-mal Liga Portuguesa de Basquetebol | 29-mal Liga Portuguesa de Basquetebol | 29-mal Liga Portuguesa de Basquetebol | 29-mal Liga Portuguesa de Basquetebol | 29-mal Liga Portuguesa de Basquetebol | 29-mal Liga Portuguesa de Basquetebol |
| ------------------------------------- | ------------------------------------- | ------------------------------------- | ------------------------------------- | ------------------------------------- | ------------------------------------- | ------------------------------------- | ------------------------------------- | ------------------------------------- | ------------------------------------- |
| 1940                                  | 1946                                  | 1947                                  | 1961                                  | 1962                                  | 1963                                  | 1964                                  | 1965                                  | 1970                                  | 1975                                  |
| 1985                                  | 1986                                  | 1987                                  | 1989                                  | 1990                                  | 1991                                  | 1992                                  | 1993                                  | 1994                                  | 1995                                  |
| 2009                                  | 2010                                  | 2012                                  | 2013                                  | 2014                                  | 2015                                  | 2017                                  | 2022                                  | 2023                                  |                                       |
| 23-mal Taça de Portugal               |                                       |                                       |                                       |                                       |                                       |                                       |                                       |                                       |                                       |
| 1946                                  | 1947                                  | 1961                                  | 1964                                  | 1965                                  | 1966                                  | 1968                                  | 1969                                  | 1970                                  | 1972                                  |
| 1973                                  | 1974                                  | 1981                                  | 1992                                  | 1993                                  | 1994                                  | 1995                                  | 1996                                  | 2014                                  | 2015                                  |
| 2016                                  | 2017                                  | 2023                                  |                                       |                                       |                                       |                                       |                                       |                                       |                                       |
| 12-mal Taça da Liga                   |                                       |                                       |                                       |                                       |                                       |                                       |                                       |                                       |                                       |
| 1990                                  | 1991                                  | 1993                                  | 1994                                  | 1995                                  | 1996                                  | 2011                                  | 2013                                  | 2014                                  | 2015                                  |
| 2017                                  | 2018                                  |                                       |                                       |                                       |                                       |                                       |                                       |                                       |                                       |
| 14-mal SuperTaça de Portugal          |                                       |                                       |                                       |                                       |                                       |                                       |                                       |                                       |                                       |
| 1986                                  | 1990                                  | 1992                                  | 1995                                  | 1996                                  | 1997                                  | 1999                                  | 2010                                  | 2011                                  | 2012                                  |
| 2013                                  | 2014                                  | 2015                                  | 2017                                  |                                       |                                       |                                       |                                       |                                       |                                       |
| 5-mal Troféu António Pratas           |                                       |                                       |                                       |                                       |                                       |                                       |                                       |                                       |                                       |
| 2008                                  | 2009                                  | 2012                                  | 2013                                  | 2014                                  |                                       |                                       |                                       |                                       |                                       |

### Internationale Titel
| 2010 |